# Protivládní protesty v Černé Hoře
Protivládní protesty v Černé Hoře začaly v říjnu 2015 v Podgorice v reakci na plánovanou návštěvu generálního tajemníka NATO, Jense Stoltenberga. Demonstranti vyjadřují nesouhlas s premiérem Đukanovićem a požadují jeho rezignaci.

## Přehled
V polovině října 2015 otřásly Podgoricou několikatisícové protivládní pochody demonstrantů vyjadřující ostrý nesouhlas s politikou Mila Đukanoviće a jeho vládu označili za zkorumpovanou. Demonstranti oponují prozápadní politice, návštěvě generálního tajemníka NATO a vůbec celému začlenění Černé Hory do NATO, během protestů bývají vyzdvihovány černohorské a srbské vlajky a portréty ruského prezidenta Vladimira Putina.
24. října zaútočila černohorská policie na demonstranty slzným plynem a celé demonstrace vyústily v násilí.

## Domnělý pokus o převrat
V den parlamentních voleb (16. října 2016) byla zatčena skupina dvaceti srbských a černohorských občanů, mezi nimi je bývalý šéf srbského četnictva Bratislav Dikić a také bojovníci na straně proruských separatistů z války v Donbasu.